# آیرونکلاد نرماندی
آیرونکلاد نرماندی (به انگلیسی: French ironclad Normandie) یک کشتی است که طول آن ۷۷٫۲۵ متر (۲۵۳ فوت ۵ اینچ) می‌باشد. این کشتی  در سال ۱۸۶۰ ساخته شد.